# Кадышево (Казань)
Кадышево (тат. Кадыш, Qadış) — жилой массив в Авиастроительном районе города Казани Республики Татарстан Российской Федерации. До включения в черту города в 1998 году — село в Зеленодольском районе Республики Татарстан Российской Федерации.

## География
Кадышево расположено в северной части Авиастроительного района, на реке Солонка. Южнее расположено Борисоглебское, восточнее — Голубое озеро и Казанка, северо-восточнее — Щербаковка, юго-западнее — Сухая Река.

## История
Существовало ещё в период Казанского ханства. Название произошло предположительно от тюркского имени Кадыш. После захвата Казани русскими местное население было изгнано, а на их место прибыли переселенцы из русских земель. Первое время после взятия Казани деревня принадлежала князю Ю. Засецкому, в 1567 году была отдана П. А. Булгакову, а к 1646 году стала дворцовой.
В 1887 году в Кадышеве открыта земская школа, а в 1891 году была построена церковь.
После образования Каймарской волости село Кадышево было её центром до упразднения волости в 1924 году. С 1924 года в составе Собакинской волости Арского кантона Татарской АССР. После введения районного деления в Татарской АССР в составе Воскресенского (Казанского, 1927—1938), Юдинского (1938—1958), Высокогорского (1958—1963, 1965—1998) и Зеленодольского (1963—1965) районов. В 1998 году присоединено к Авиастроительному району Казани.
На низшем административном уровне село входило в Кадышевский (1919—1953), Борисоглебский (1953—1973) и вновь Кадышевский (1973—1998) сельсоветы.

## Население
| 1897  | 1905  | 1926 | 1938 | 1949 | 1958 | 1970  |
| ----- | ----- | ---- | ---- | ---- | ---- | ----- |
| 657   | ↗684  | ↗939 | ↘833 | ↘551 | ↗821 | ↗1130 |
| 1989  | 2002  |      |      |      |      |       |
| ↗1734 | ↘1610 |      |      |      |      |       |

## Улицы
- Галиаскара Камала
- Заречная
- Зеленая
- Калинина
- Колодезная
- Нагорная
- Новая
- Почтовая
- Рихарда Зорге
- Советская
- Татарстан
- Толстого
- Чапаева
- Чехова
- Школьная
- Школьная 2-я

## Транспорт

### Автобус
Городской общественный транспорт в Кадышево появился в 1970-х годах — по маршруту «ДК им. Ленина» — «Кадышево» начал ходить автобус № 21, который оставался единственным как минимум до середины 1990-х годов. К 2004 году маршрут № 21 был продлён до садового общества «Крутушка», к 2005 году к нему добавились маршруты № 30 («улица Гаврилова» — «с/о Крутушка»), № 76 («ДК им. Ленина» — «Щербаково») № 163 («театр им. Камала» — «Крутушка»).
В 2007 году была введена новая схема движения маршрутов, в результате которой маршрут № 30 был переведён в разряд пригородных (№ 101), маршрут № 76 стал маршрутом № 40, маршрут № 163 получил номер 78; маршрут № 21 же был упразднён незадолго до ввода новой схемы движения.

## Объекты
- Мечеть «Фатиха» (Рихарда Зорге, 2а, построена в 1995—2006 гг.).[22]
- Церковь Тихвинской иконы Божьей Матери (Новая 10, построена в 2012 г.).[23]
- ул. Рихарда Зорге 1, 2, 3, 4, 5, 6, 7, 8; ул. Галиасгара Камала 9, 10, 11, 12 — жилые дома совхоза «Семиозёрский».[24]
- Лагеря в окрестностях посёлка:
  - «Спутник». Основан не позднее начала 1960-х годов (по другим данным, 1958) и являлся ведомственным пионерлагерем треста «Казаньхимстрой»[тат.] Главтатстроя. В 1997 году передан городу. В 2018 году проведён его капитальный ремонт.[25][26][27]
  - «Энергетик». Располагался севернее Кадышево, у дороги Кадышево-Щербаковка. Основан в 1954 году и являлся ведомственным лагерем ТЭЦ-2. Заброшен в 1990-е.[25]